# Fernando Forestieri
Fernando Martín Forestieri est un footballeur italo-argentin né le 16 janvier 1990 à Rosario en Argentine.

## Biographie
Après Empoli FC et l'AS Bari, Udinese le prête fin août 2012 à Watford FC.

## Carrière
- 2003-2006 :  Boca Juniors
- 2006-2007 :  Genoa CFC
- 2007-2010 :  AC Sienne
  - jan. 2009-2009 :  Vicence Calcio (prêt)
  - 2009-2010 :  Málaga CF (prêt)
- 2010-2013 :  Udinese Calcio
  - jan. 2011-2011 :  Empoli FC (prêt)
  - 2011-2012 :  AS Bari (prêt)
  - 2012-2013 :  Watford FC (prêt)
- 2013-2015 :  Watford FC
- 2015-2020 :  Sheffield Wednesday
- 2020-2021 :  Udinese Calcio
- 2022- :  Johor Darul Ta'zim

## Palmarès
- Watford FC

- - Football League Championship (D2)
    - Vice-champion : 2015